# Étienne Carjat
Étienne Carjat (Fareins, 28 marzo 1828 – Parigi, 19 marzo 1906) è stato un disegnatore, fotografo e giornalista francese.

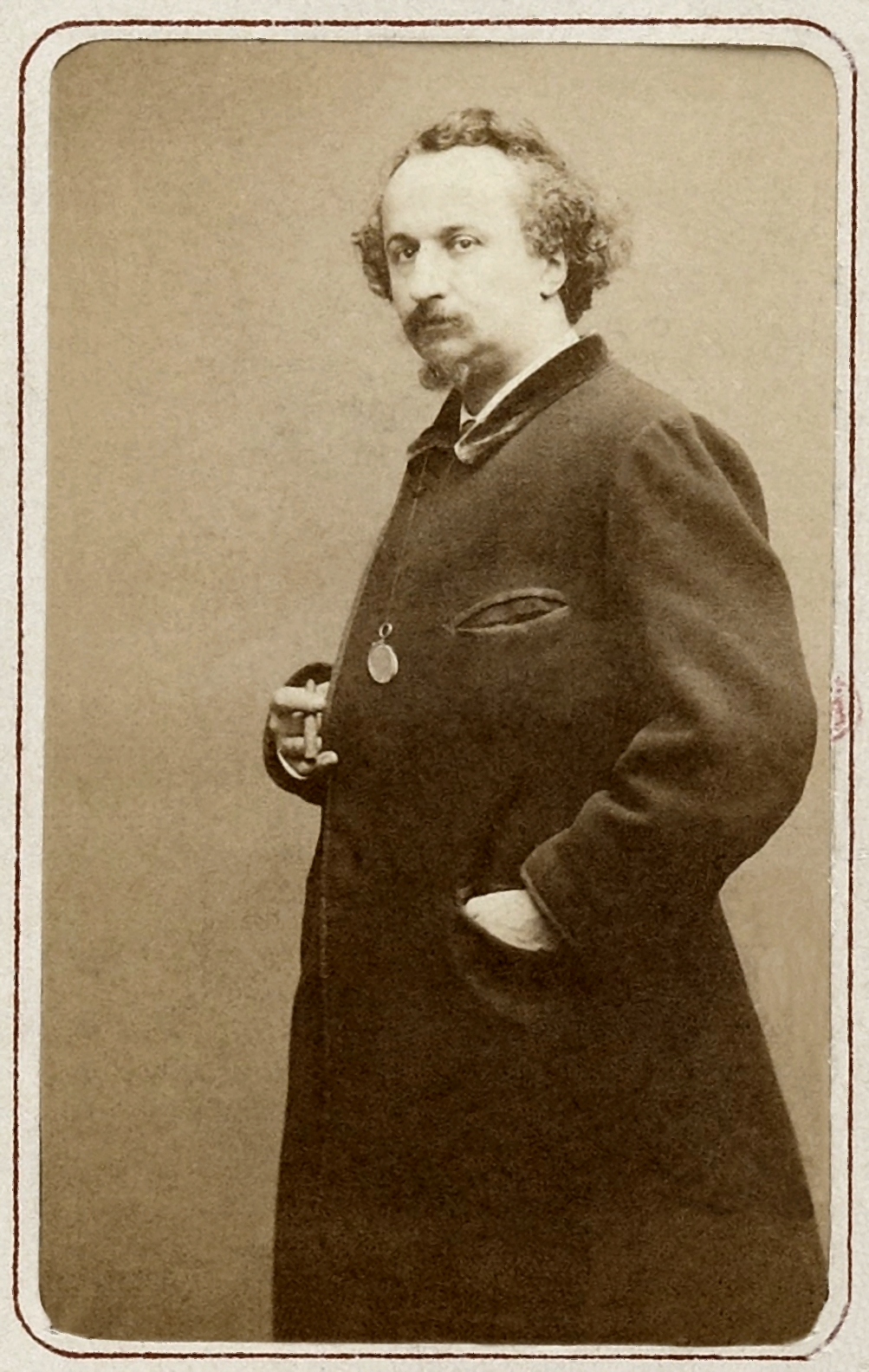
Etienne Carjat, ca. 1865.

È stato cofondatore del magazine Le Diogène e fondatore della rivista Le Boulevard, anche se è certamente più conosciuto per i suoi ritratti fotografici e le sue caricature di importanti nomi dell'arte, della politica e della letteratura.

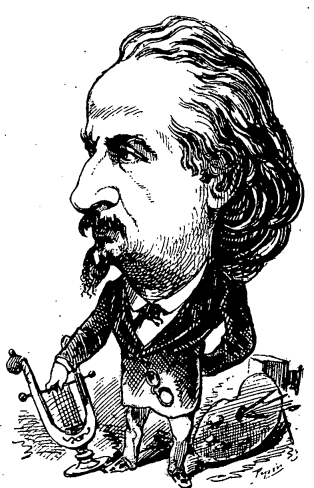
Caricatura di George Lafosse, raffigurante Carjat (1871)

## Fotografie e caricature

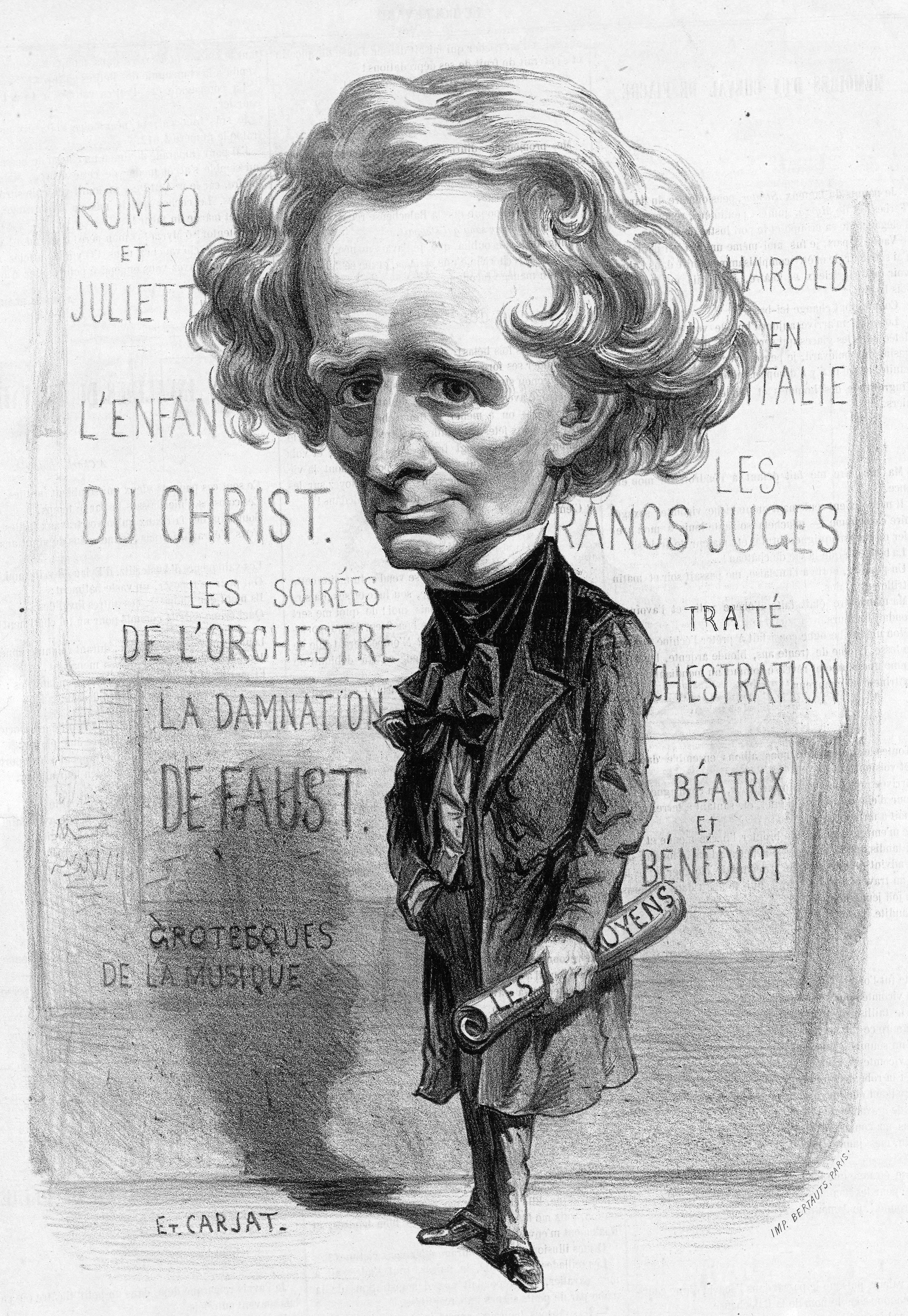
Hector Berlioz
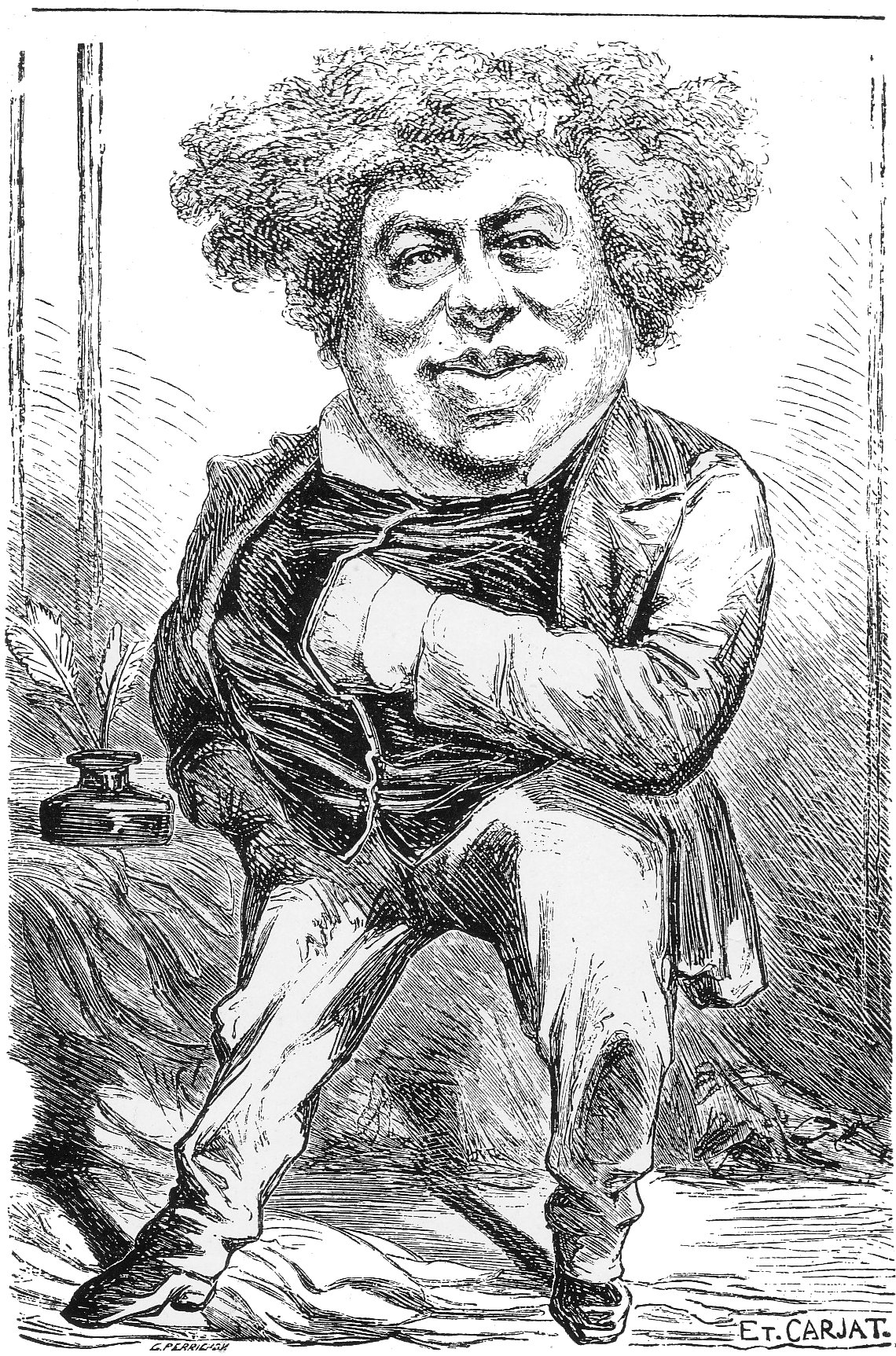
Alexandre Dumas (padre)
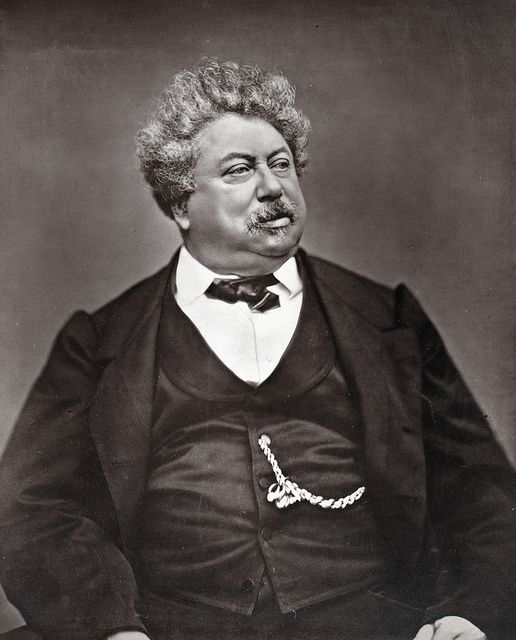
Alexandre Dumas (padre)
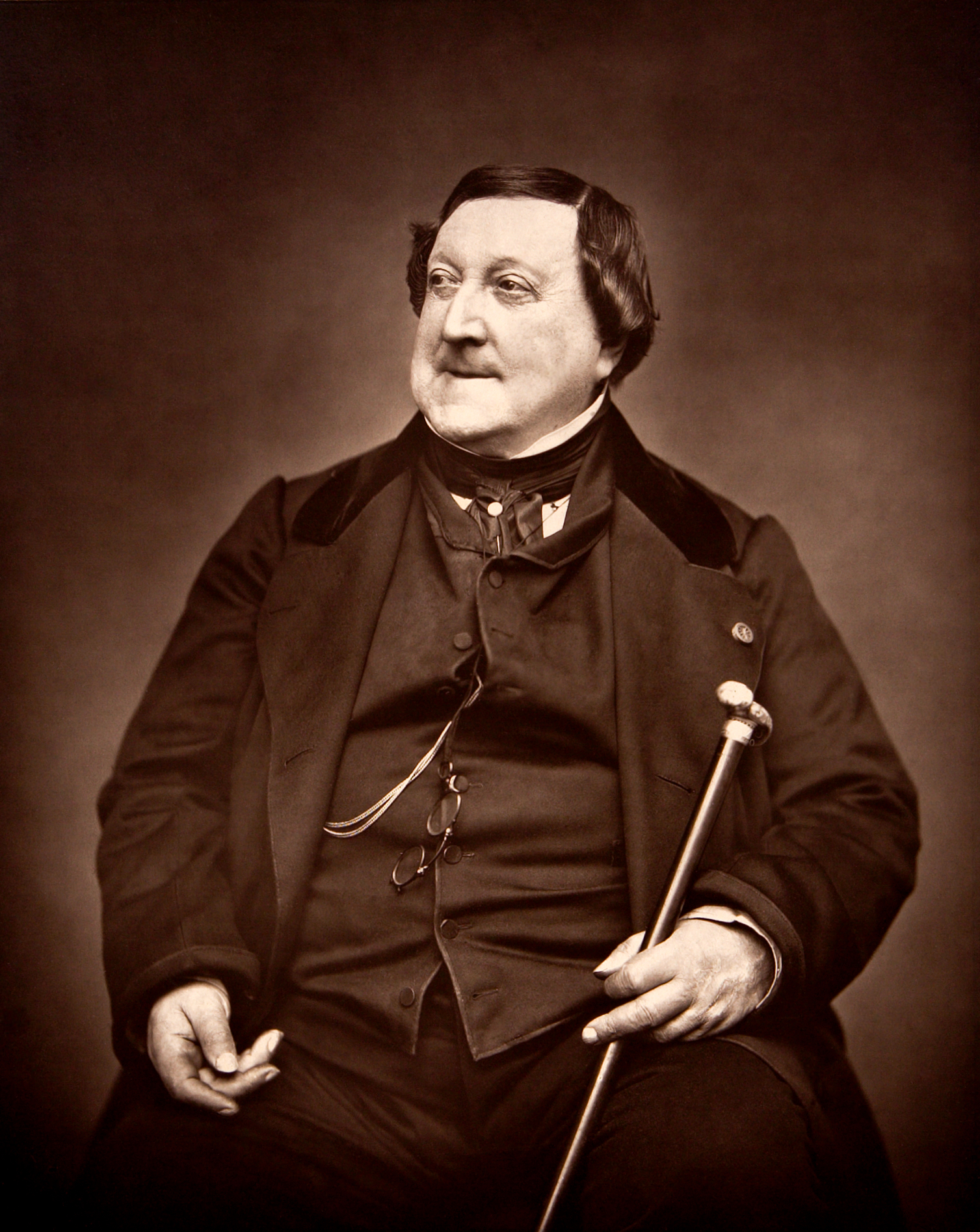
Gioachino Rossini
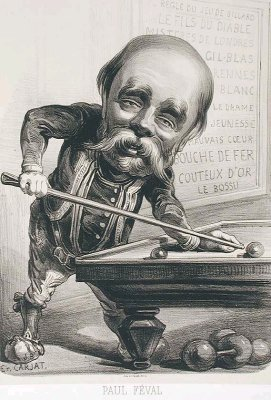
Paul Féval
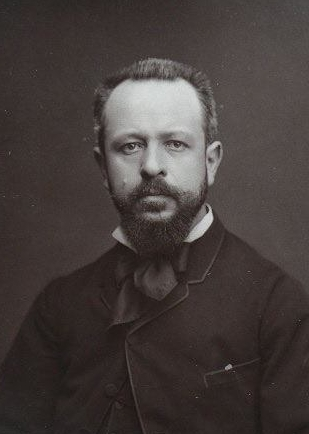
Léon Barillot
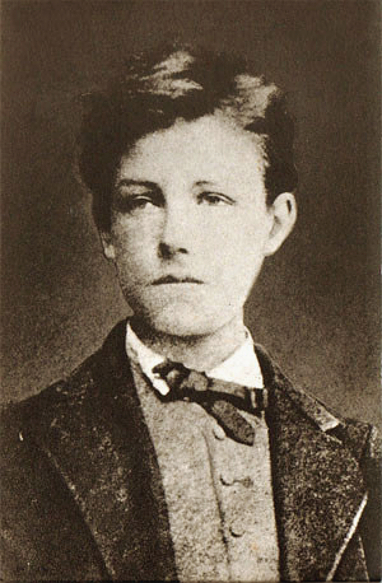
Arthur Rimbaud
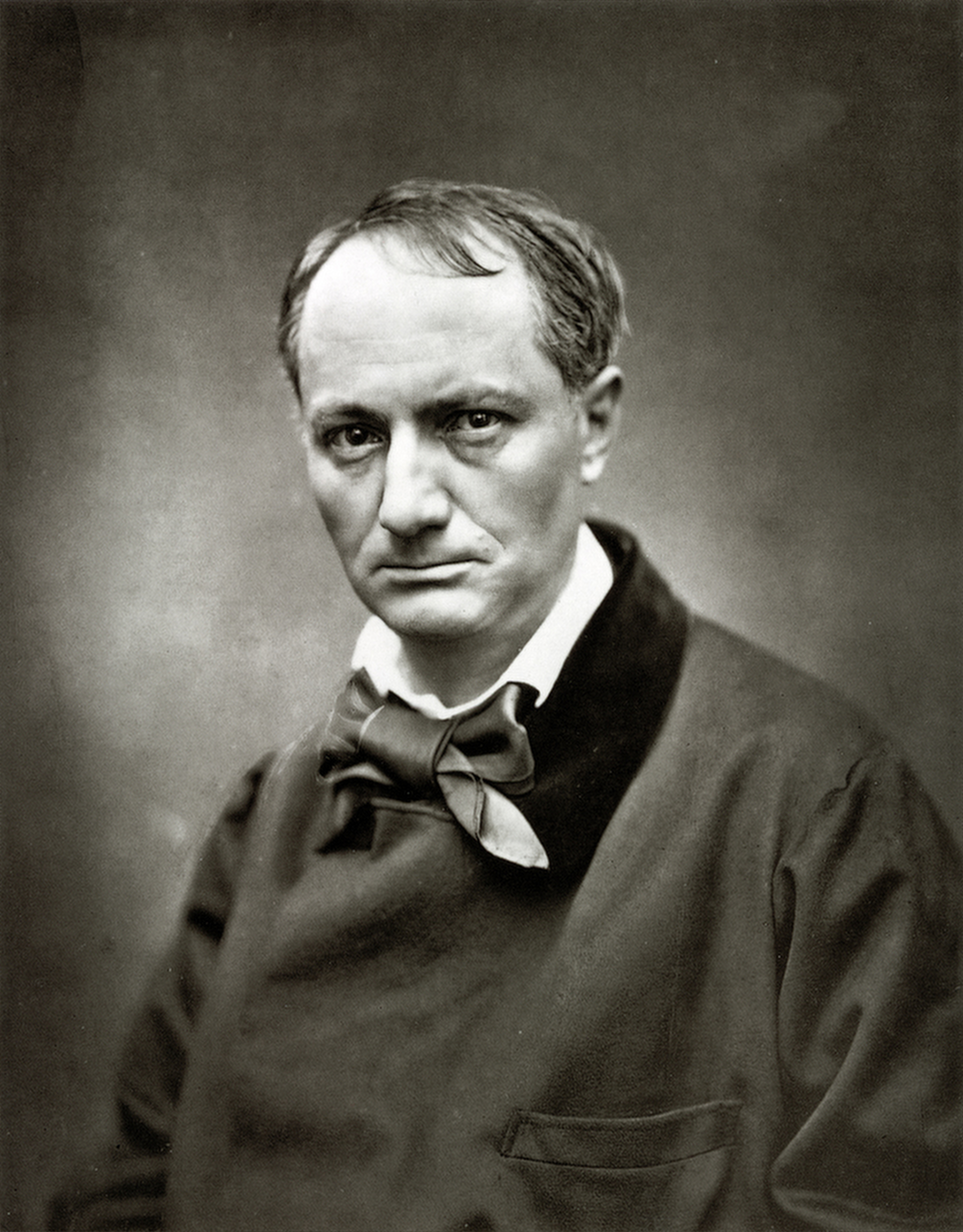
Charles Baudelaire
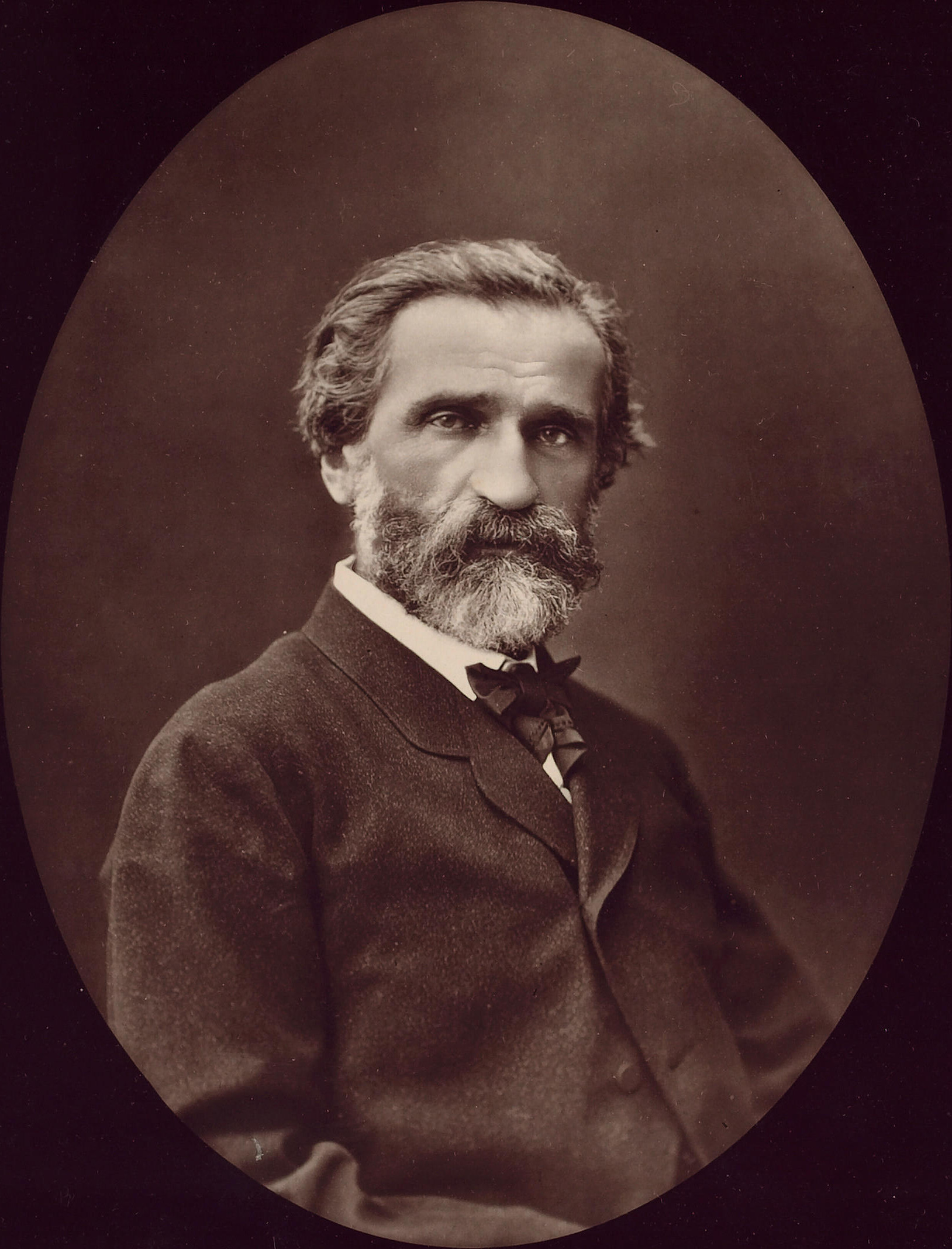
Giuseppe Verdi
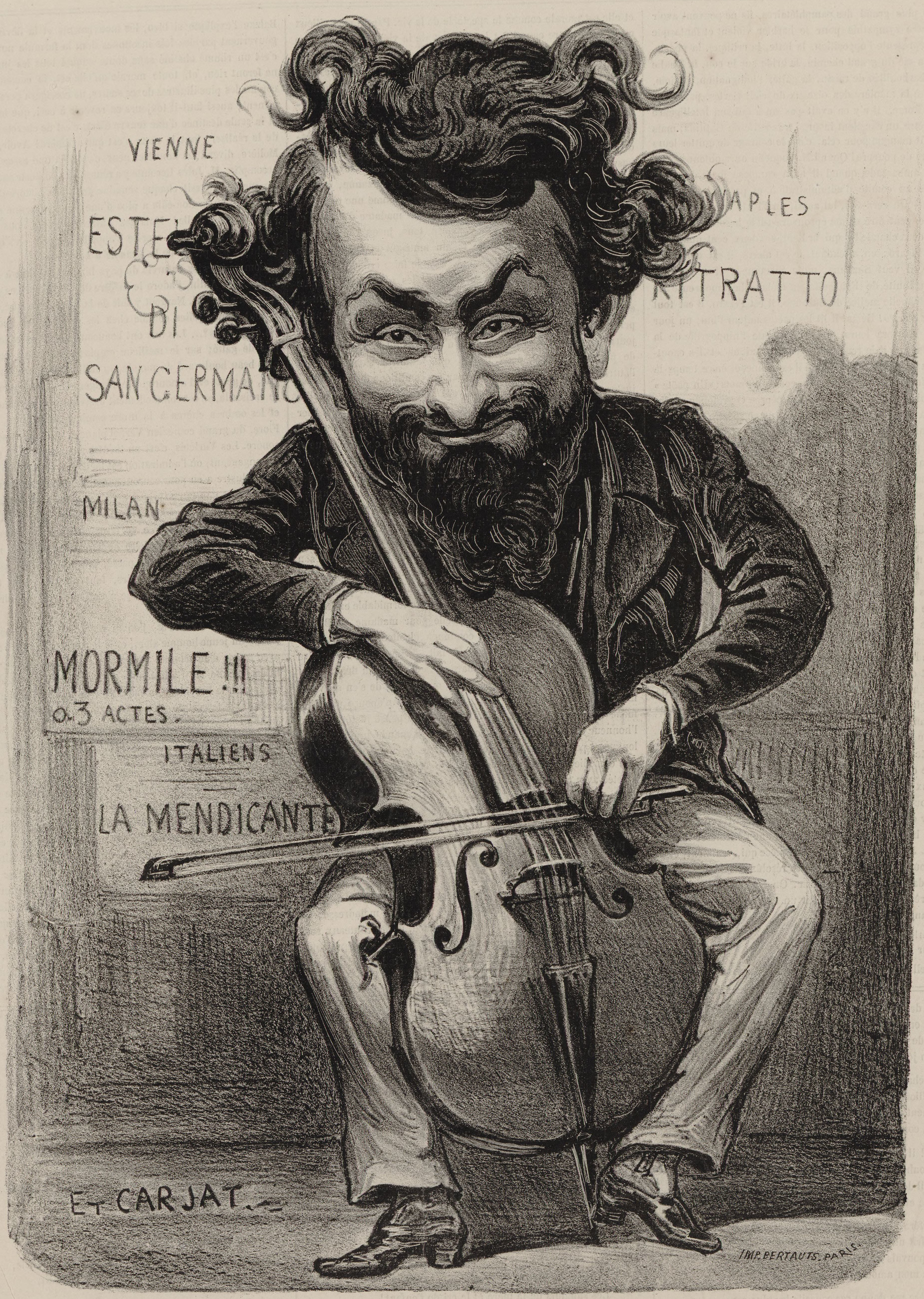
Gaetano Braga

## Opere
- Croquis biographiques (1858)
- Les Mouches vertes (1868) satira
- Peuple, prends garde à toi! (1875) satira
- Artiste et citoyen (1883) poesia